# Atenolfo II di Benevento
Atenolfo II o Atenulfo (... – 940) è stato un principe longobardo, principe di Benevento e di Capua dal 910 al 940, co-reggente col fratello maggiore Landolfo I.

## Biografia
Atenolfo era il fratello minore del principe Landolfo I di Benevento, che lo ha associato al governo nel giugno 910 o 911 (come il loro padre, Atenolfo I, aveva associato Landolfo un decennio prima). Nel 909 Landolfo si recò a Costantinopoli per ricevere i titoli di anthypatos e Patrikios e Atenolfo rimase a Benevento.
Atenolfo prese parte alla battaglia del Garigliano nel 915 e alla campagna contro i Bizantini nel 921 in Puglia, arrivando addirittura ad Ascoli Satriano. Ha continuato la guerra con Bisanzio, anche chiamando mercenari magiari guidati da un capo di nome Szovard (italianizzato come Salardo).
Nel 929, col fratello Landolfo, con Guaimario II di Salerno e con Teobaldo di Spoleto, invase la Puglia e la Calabria di nuovo. Questa volta, tutti hanno avuto successo e la vecchia alleanza si sciolse.
Morì nel 940. Lasciò due figli: Landolfo, che conquistò Salerno nel 973, e Atenolfo, gastaldo di Aquino.

## Ascendenza
|                          |   |   | Genitori |  |  | Nonni               |  |  | Bisnonni            |  |
|                          |   |   |          |  |  | Landenolfo di Teano |  |  | Landolfo I di Capua |  |
|                          |   |   |          |  |  | Landenolfo di Teano |  |  | Landolfo I di Capua |  |
|                          |   | … |          |  |  | Landenolfo di Teano |  |  |                     |  |
| Atenolfo I di Capua      |   |   |          |  |  | Landenolfo di Teano |  |  |                     |  |
|                          |   | … | …        |  |  |                     |  |  |                     |  |
|                          |   | … | …        |  |  |                     |  |  |                     |  |
|                          |   | … | …        |  |  |                     |  |  |                     |  |
| Atenolfo II di Benevento |   | … |          |  |  |                     |  |  |                     |  |
|                          | … | … |          |  |  |                     |  |  |                     |  |
|                          | … | … |          |  |  |                     |  |  |                     |  |
|                          | … | … |          |  |  |                     |  |  |                     |  |
| Sichelgaita di Gaeta     | … |   |          |  |  |                     |  |  |                     |  |
|                          |   | … | …        |  |  |                     |  |  |                     |  |
|                          |   | … | …        |  |  |                     |  |  |                     |  |
|                          |   | … | …        |  |  |                     |  |  |                     |  |
|                          |   | … |          |  |  |                     |  |  |                     |  |